# リスト・カール
リスト・カール(wrist curl)は、ウエイトトレーニングの種目の一つ。前腕屈筋群の筋肥大を促し、筋力を高めることができる。

## 具体的動作

### ダンベル・リストカール
1. ダンベルを片手にサムレスグリップで持ち、手のひらを上に向けてフラットベンチに前腕の手首から先以外を乗せる。ダンベルを指先に引っかけるようにして手首関節を十分にストレッチさせる。
2. 息を吐きながら手首を曲げ、ダンベルを巻き上げていく。
3. 十分に上げたら、息を吸いながら元の姿勢に戻る。
4. 2~3を繰り返す。反対側も同様に行う。

### バーベル・リストカール
1. バーベルを肩幅程度のサムレスグリップで持ち、手のひらを上に向けてフラットベンチに前腕の手首から先以外を乗せる。バーベルを指先に引っかけるようにして手首関節を十分にストレッチさせる。
2. 息を吐きながら手首を曲げ、バーベルを巻き上げていく。
3. 十分に上げたら、息を吸いながら元の姿勢に戻る。
4. 2~3を繰り返す。

### スタンディング・ダンベル・リストカール
1. ダンベルを両手にサムレスグリップで持ち、手のひらを後ろに向けて体の後ろに構えて立つ。ダンベルを指先に引っかけるようにする。
2. 息を吐きながら手首を曲げ、ダンベルを巻き上げていく。
3. 十分に上げたら、息を吸いながら元の姿勢に戻る。
4. 2~3を繰り返す。

### スタンディング・バーベル・リストカール
1. バーベルを体の後ろに構え、手のひらを後ろに向けて肩幅程度のサムレスグリップで持って立つ。バーベルを指先に引っかけるようにする。
2. 息を吐きながら手首を曲げ、バーベルを巻き上げていく。
3. 十分に上げたら、息を吸いながら元の姿勢に戻る。
4. 2~3を繰り返す。

### スタンディング・ケーブル・リストカール
1. ロープーリーにスレートバーをセットする。
2. ハンドルを体の前に構え、手のひらを前に向けて肩幅程度のサムレスグリップで持って立つ。ハンドルを指先に引っかけるようにする。
3. 息を吐きながら手首を曲げ、ハンドルを巻き上げていく。
4. 十分に上げたら、息を吸いながら元の姿勢に戻る。
5. 3~4を繰り返す。

### プリーチャー・ケーブル・リストカール
1. ロープーリーにストレートバーをセットする。プリーチャーベンチをロープーリーの正面に向けてセットする。
2. 手のひらを上に向けてハンドルを持ち、前腕をプリーチャーベンチのパッドに乗せる。ハンドルを指先に引っかけるようにして肩幅程度のサムレスグリップで持つ。
3. 息を吐きながら手首を曲げ、ハンドルを巻き上げていく。
4. 十分に上げたら、息を吸いながら元の姿勢に戻る。
5. 3~4を繰り返す。